# 笠谷村
笠谷村（かさだにむら）は、石川県河北郡に存在した村。
江戸時代には笠野郷といわれていた地域で、その笠野郷の山間の地域は笠野谷といわれていた。笠野谷の中略形の名称を村名とした。

## 地理
- 現在の津幡町の南東部。東側は富山県と境を成す。村の大部分が200m前後の丘陵地で、津幡川などの川による谷に沿っていた村であった。
- 現在は倉見、岩崎の地内を津幡北バイパスが東西に通る。
- 川：津幡川、吉倉川、笠野川
- 山：城の峰 (189m)
- 温泉：倉見温泉

## 歴史
- 1907年（明治40年）8月10日 - 笠野村及び笠井村が合併して、笠谷村が発足する。
- 1951年（昭和26年）4月1日 - 英田村の区域の内、大熊（おんま）の区域を笠谷村に編入する。
- 1954年（昭和29年）3月31日 - 津幡町、中条村、井上村、英田村及び笠谷村が合併して、改めて津幡町が発足する。